# Latino rock
Latino rock (eng. Chicano rock) je glazba koju izvode sastavi meksičkih Amerikanaca (Chicano je naziv za domorodačke Amerikance meksičkog porijekla) ili glazbena tema izvedena iz Chicano kulture. 'Chicano Rock' u velikoj mjeri se ne odnosi na pojedinačni stil ili pristup glazbi. Neki od sastava ne koristi samo španjolski jezik za svoju vokalnu izvedbu, dok drugi koriste posebne latinske instrumente i zvukove. Glavni faktor izričitog objedinjavanja latinoameričke glazbe, bio je jak utjecaj R&B-a i i prilično samostalan i buntovnički pristup stvaranju glazbe, koji je dolazio izvan glazbene industrije.

## Osvrt
Dvije su struje u 'Chicano rocku'. Jedna dolazi od originalnog ritam i bluesa, kao i korijena country i rock and roll glazbe. Ritchie Valens, Sunny and the Sunglows, The Sir Douglas Quintet, Thee Midniters, Los Lobos, Malo, War (sastav), Tierra i El Chicano, izvodili su glazbu koja je bila napravljena na temelju R&B-a iz 1950-ih, čak i kada su se udaljili od trenda i originalnog zvuka rock and rolla.
Druga struja dolazi od karakteristične otvorenosti Latinske Amerike i njenog utjecaja na glazbu. Trini Lopez, Santana, Malo i ostali 'Chicano rock' sastavi, sljedili su ovaj primjer i njihovo miješanje R&B-a, jazza i karibskog ili su koristili jedan od tih utjecaja. Osobito sastav Los lobos je izvodio alternativno glazbu između stilova R&B-a i korijena rocka i latino rocka.
Jedan od najatraktivnijih rock pionira bio je slavni Ritchie Valens, čija je glazbena karijera bila vrlo kratka, čija je smrt označena kao "Dan kada je umrla glazba (The Day the Music Died). Skladbe poput "Wooly Bully" od 'Sam the Sham and the Pharaohsa' i "96 Tears" od američkog rock sastava 'Question Mark & the Mysterians', imale su snažan utjecaj na 'tejano glazbu' i njezino miješanje klavijatura s brzim ritmom. Skladbu "Tequila!" su napisali i izvodili uz saksofon Danny Flores i sastav The Champs. Flores, koji je umro u rujnu 2006. godine, bio je poznat i kao "Kum 'latino rock' glazbe".

## Povijest
U mjestima Los Angeles, San Francisco, Dallas, Houston i Teksas afroamerička publika težila je prema latino glazbenicima i njihovom očuvanju autentičnosti R&B glazbe. Mnogi slušatelji 1960-ih godina, slušajući skladbu "Talk to Me" od 'Sunny and the Sunglows' ili "Land of a Thousand Dances" od 'Cannibal and the Headhuntersa' pretpostavljali su da dolaze od crnih izvođača. DJ s radio postaje 'KRLA', Dick Hugg, veliku je ulogu odigrao u promociji ove vrste glazbe.
Svoje mjesto u meksičkoj rock glazbi našli su Don Tosti i Lalo Guerrero (otac 'chicano' glazbe), snimivši 1949. godine skladbu  "Pachuco Boogie", koja je postala veliki hit i bila je prva 'chicano' milijunska prodaja, a sadržavala je elemente swinga, španjolskog rapa i 'hipster' sleng pod nazivom "Calo". Guerrero je također svoju glazbu prilagodio swingu i 'jump' stilu, a sve su to bili počeci ritam i bluesa, koji su se javljali kao preteča rock and rollu. tijekom 1960-ih godina, došlo je do eksplozije 'chicano rock' sastava u istočnom Los Angelesu. Jedan od prvih lokalnih hitova, a kojeg je izveo Dick Clark, bila je cover skladba od 'Don and Deweya', pod nazivom "Farmer John". To se nalazi i popularni hit "Louie, Louie", koji je opet baziran na latino pjesmi, "Loco Cha Cha".
U ranim i sredinom 1960-ih, američka publika je vjerojatno bila više otvorenija prema latino zvuku nego danas, a razlog tomu je bila popularnost bossa nove, bugalúa, mamboa i ostalih oblika. Također i prema glazbenicima koji su bili prilično ograničeni rock stilu, pa su svoj put prema uspjehu tražili u folk glazbi.
Trini Lopez, čija je glazba bila mješavina folka, popa i R&B-a, bio je u mogućnosti napredovati prije nogo su u Ameriku došli Beatlesi i prelaska Boba Dylana na elektroničku glazbu. Skladba "Corazón de Melón" snimljena je na meksičkom folk melosu, kao i "Heart of my Heart", koja je napravljena opuštenijom i izbjegnuta su fina podešavanja. Trini je uglavnom radila i snimala na uživo nastupima (gdje je sudjelovao veliki broj publike). Međutim vrlo brzo su Beatlesi i The Beach Boysi, sa svojim studijskim snimkama i efektima, dominirali u rock glazbi, a s time zasjenili Trinine uživo klupske nastupe koji su tada smatrani zastarjelima.
Britanska invazija usporila je sve američke glazbenike, a ne samo izvođače meksičkog rocka. Članovi sastav 'Sir Douglas Quintet', rekli su da se u vrijeme beatlemanije napravilo najveće englesko sondiranje američke glazbe (jer se u Engleskoj slušao izvorni R&B više nego u to vrijem u Americi od strane bijelih stanovnika, zapravo su Engleski kvinteti zadržali sav američki izvorni R&B i country zvuk.) Producent Huey P. Meaux, predložio im je da u ime sastava ubace riječ Sir kako bi naglasila veza, ali na prvom je mjestu bio marketing pa tek onda glazba.
Niti jedan od ovih sastava nije napravio popularnost poput Beatlesa i Stonesa, ali su napravili glazbu koja se slušala više od nekih britanskih i američkih sastava kao što su The Lovin' Spoonful i The Beach Boys. Također, mnogi od tih sastava u produkciji glazbe raspolagali su s vrlo niskim proračunom i često su radili za male izdavače ili su čak sami proizvodili snimke.

## Vanjske poveznice
- Mark Guerrero